# Шаповалов Віктор Олександрович
Віктор Олександрович Шаповалов (нар. 1959 — † 11 березня 2021) — український автогонщик та автоспортивний функціонер, майстер спорту, Чемпіон України з ралі, суддя, власник ралійної команди, президент Одеського автоклубу, організатор національної гоночної серії «Кубок Лиманів».